# Aurifilum
Aurifilum — рід грибів родини Cryphonectriaceae. Назва вперше опублікована 2010 року.

## Класифікація
До роду Aurifilum відносять 1 вид:
- Aurifilum marmelostoma